# Riu Runer
Runer (kat. Riu Runer) – rzeka w Andorze i Hiszpanii o długości 4,7 km, dopływ Valiry. Wypływa z wysokości 1953 m n.p.m. ze wzgórza Coll de Pardaló w pobliżu Les Valls de Valira, wkrótce potem stanowi granicę Andory z Hiszpanią, zanim nie uchodzi do Valiry w pobliżu hiszpańskiego La Farga de Moles. Miejsce ujścia, leżące na wysokości 840 m n.p.m., jest najniżej położonym punktem w Andorze, której uśredniona wysokość n.p.m. to 1996 m. Przez rzekę przerzucony jest most między hiszpańską drogą N-145 a andorską CG-1, będący najważniejszym przejściem granicznym w regionie.
1 kwietnia 2008 roku wskutek dużych opadów deszczu nastąpiło przepełnienie rzeki Runer i powódź, która doprowadziła do zamknięcia granicy z Sant Julià de Lòria i uszkodzenia posterunku policji oraz zaginięcia 150 beczek z chemikaliami.